# Список дивизий Корпуса морской пехоты США

Эмблема морской пехоты США

В состав Корпуса морской пехоты США на сегодняшний день входят четыре дивизии. Всего за всю историю корпуса существовало 6 дивизий. Корпус морской пехоты является составной частью Вооружённых сил США, ответственен за обеспечение военной защиты с моря. Численность корпуса морской пехоты по состоянию на 2013 год оценивается в 194 000 человек основного состава и 40 000 резерва.

## Действующие
Ниже приведён список действующих дивизий Корпуса морской пехоты США:
| Официальное название       | Эмблема | Дислокация                                      | История формирования |
| -------------------------- | ------- | ----------------------------------------------- | --- |
| 1-я дивизия морской пехоты |         | Кэмп-Пендлтон, о. Сан-Диего, ш. Калифорния, США | Дивизия сформирована 1 февраля 1941 года                                                                                    |
| 2-я дивизия морской пехоты |         | Кэмп-Лежен, г. Джэксонвилл, ш. С. Каролина, США | Дивизия сформирована 1 февраля 1941 года.                                                                                   |
| 3-я дивизия морской пехоты |         | Кэмп-Кортни, г. Урума, преф. Окинава, Япония    | Дивизия сформирована 16 сентября 1942 года, расформирована 28 декабря 1945 года, и вновь воссоздана 7 января 1952 года.     |
| 4-я дивизия морской пехоты |         | Новый Орлеан, Луизиана, США                     | Дивизия сформирована 14 августа 1943 года, была расформирована 28 ноября 1945 года, и вновь воссоздана 1 февраля 1966 года. |

## Недействующие
Ниже приведён список недействующих дивизий морской пехоты США: 
| Официальное название       | Эмблема | История | Состав |
| -------------------------- | ------- | --- | --- |
| 5-я дивизия морской пехоты |         | Дивизия сформирована 11 ноября 1943 года, расформирована 5 февраля 1946 года. Второе рождение дивизии произошло 1 марта 1966 года, окончательно распущена 26 ноября 1969 года. | Во время Второй мировой войны: - Штабной батальон - полки (5000 чел.) - 13-й, 26-й, 27-й, 28-й пп - батальоны (1200 чел.) - 5-й оиб - 5-й осб - 6-й отб - 5-й бт - 5-й медбат - 5-й автобат - 2-й, 3-й, 5-й, 11-й батальоны плавающих транспортёров - 5-й объединённый штурмовой сигнальный батальон - 27-й батальон приёма пополнений - 31-й батальон приёма пополнений - 5-я ОРАЭ - 6-й кинологический взвод Во время войны во Вьетнаме: - 13-й пп - 26-й пп - 27-й пп - 3-й батальон военной полиции - 5-й батальон военной полиции |
| 6-я дивизия морской пехоты |         | Дивизия сформирована 7 сентября 1944 году, расформирована 31 марта 1946 года.                                                                                                  | - Штабной батальон - 6-й отб - 6-й оиб - 6-й осб - 6-й батальон обслуживания - 6-й медбат - 6-й автобат - Разведывательно-снайперский взвод - 4-й пп - 15-й пп - 22-й пп - 29-й пп. |